# 持明院 (所沢市)
持明院（じみょういん）は、埼玉県所沢市にある真言宗豊山派の寺院。

## 歴史
878年（元慶2年）、寂寛によって開山された。かつては現在の同市北秋津と東京都東村山市秋津町にまたがる武蔵国多摩郡秋津村の中央部に位置しており、「松根寺」と称していた。
戦国時代に武蔵国多摩郡成木村（現・東京都青梅市成木）の安楽寺の隠居寺となった。
1721年（享保6年）、賢心によって現在地に移転し、「持明院」に改称した。
1911年（明治44年）、これまでの所属宗派は真言宗御室派であったが、このときに真言宗豊山派に転派した。
当寺には、南の柳瀬川の淵に生息していたという河童の伝説がある。当寺公式サイトのアドレスも「https://kappa85.jp/」となっている。

## 交通アクセス
- 所沢駅より徒歩18分。